# Géographie du Mali
Le Mali est un pays situé au cœur de l'Afrique de l'Ouest et entre les 10e et 25e degrés de latitude nord et entre le 4e degré de longitude est et le 12e de longitude ouest et couvre une superficie de 1 241 238 km2. Il partage 7 420 km de frontières avec sept pays limitrophes : l’Algérie au nord-est, le Niger et le Burkina Faso à l’est, la Côte d'Ivoire, la Guinée au sud, la Mauritanie au nord-ouest et le Sénégal à l’ouest.
La population, s’élevant à environ 15 millions d’habitants en 2012, est essentiellement rurale. Les principales villes sont Bamako, la capitale, Kati, Kayes, Koulikoro, Ségou, Mopti, Sikasso, Tombouctou, Gao et Kidal.

## Géographie physique

### Relief

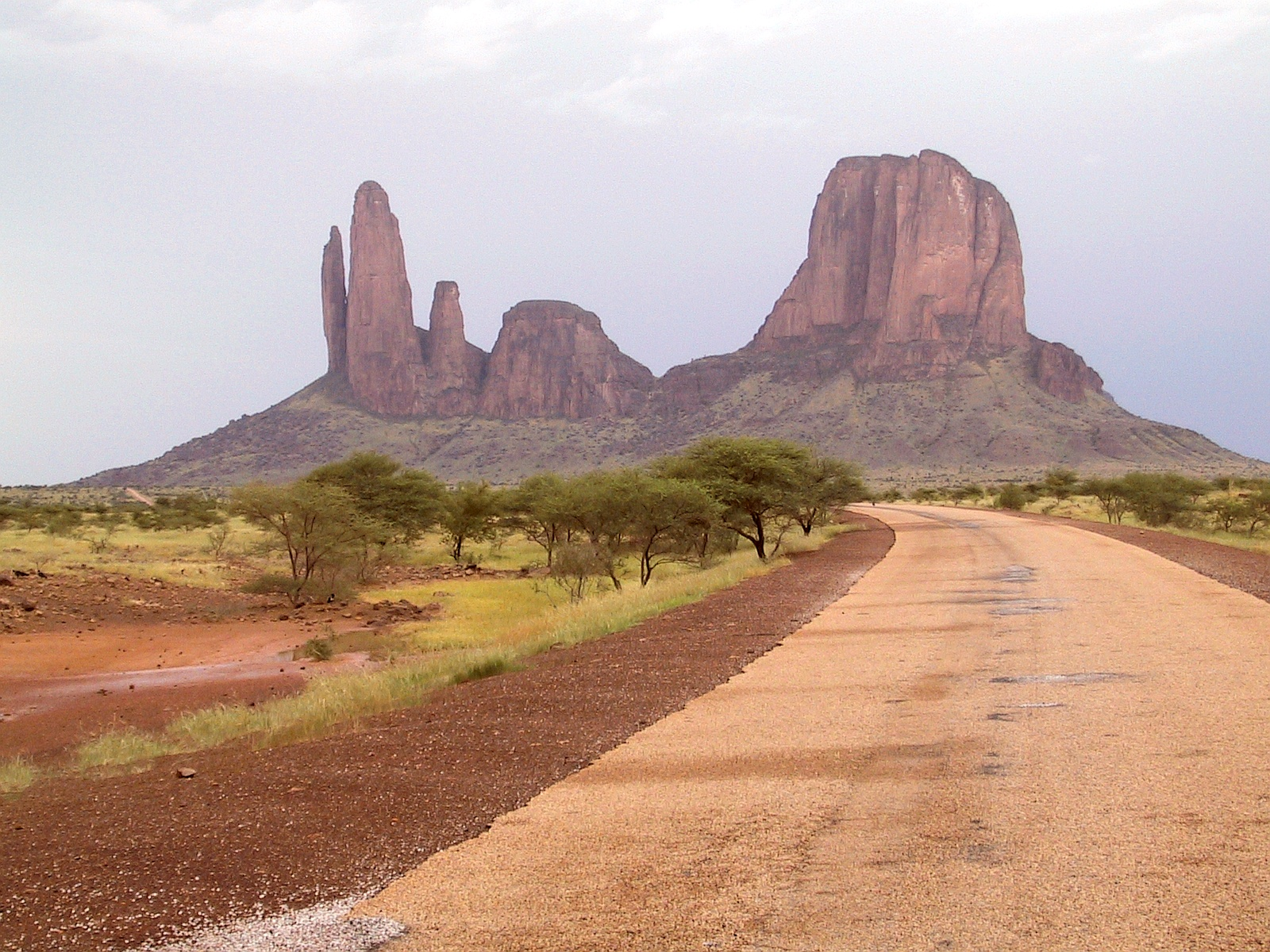
Mont Hombori

Le Mali est un pays plat légèrement vallonné, avec des altitudes généralement comprises entre 250 et 500 mètres. Quatre grands ensembles composent le relief : les plateaux gréseux soudano-sahélien (plateau mandingue, falaise de Bandiagara et monts Hombori), collines et plaines soudano-sahéliennes, delta intérieur du Niger et le massif de l’Adrar des Ifoghas avec ses ergs et ses hauteurs.
Le plateau mandingue s’étend du nord du fleuve Niger jusqu’à la frontière avec le Sénégal et culmine à 800 mètres. La moitié nord, limitrophe de la Mauritanie, forme la plus grande partie du bassin de Taoudeni. La région de Tombouctou, qui se rattache à ce bassin, est l'une des plus arides du globe.
Le plateau de Koutiala s’étend du sud du cours supérieur du fleuve Niger à la frontière du Burkina Faso. Il culmine au niveau de la falaise de Bandiagara à 791 mètres. À l’est, il est prolongé par plusieurs buttes résiduelles dont les monts Hombori et le Hombori Tondo, point culminant du Mali avec 1 155 mètres.
Les plaines partiellement ensablées du Hodh, entre 260 et 320 mètres d’altitude, s’étendent au nord du plateau mandingue, à la frontière mauritanienne.
Le delta intérieur du Niger est une vaste plaine alluviale, à la confluence du fleuve Niger et du Bani.
L’Adrar des Ifoghas est une extension des massifs cristallins du Sahara central. Il culmine à 890 mètres d’altitude
Le Sahara occupe plus de la moitié nord du territoire malien, et est en grande partie habité par des peuples d'origine touareg.
Il y a 10 000 ans, le Sahara connaissait plusieurs réseaux hydrographiques :
- le bassin d’Arouane, relié au fleuve Niger au niveau de Tombouctou, comprenant un delta intérieur de 50 000 km2 ;
- la vallée du Tilemsi, provenant de l’Adrar des Iforas et se jetant dans le Niger à Gao ;
- le bassin de l’Azaouak.

### Climat
Le nord du Mali se situe entièrement dans la zone torride, et est par conséquent une des régions les plus chaudes de la planète. L'équateur thermique, ligne imaginaire reliant à chaque longitude les points de maxima de chaleur annuelle, soit plus ou moins 30
°C, traverse le pays. Le climat est généralement très chaud et très sec pour les trois quarts du pays, à l'exception du sud, bien plus humide.
Le grand nord du pays est désertique car totalement occupé par le Sahara, le plus grand désert chaud du monde et les précipitations moyennes annuelles sont inférieures à 250 mm, et même de façon générale à 100 – 150 mm. À l'extrême nord, elles sont presque nulles. Les régions centrales sont semi-désertiques car elles sont traversées par le Sahel, juste au sud du vrai désert, car elles reçoivent en moyenne moins de 500 mm de pluie par an. Le sud du pays est subhumide, avec des précipitations moyennes inférieures de 750 mm par an.
Si le régime pluviométrique varie énormément d'un endroit à un autre, le régime thermique est globalement uniforme, caractérisé par la constance de températures très élevées sur l'ensemble de l'année : la température moyenne annuelle dépasse partout 28 °C au Mali, et les valeurs les plus élevées atteignent près de 32 °C dans les régions sahéliennes. De plus, les étés sont dans l'ensemble du territoire particulièrement torrides : la température moyenne maximale du mois le plus chaud dépassant facilement 40 °C.
Kayes connaît des maxima moyens supérieurs à 44 °C en avril, et est surnommée la « cocotte-minute de l’Afrique » à cause de sa chaleur extrême presque constante : le thermomètre atteint parfois en effet 50 °C en avril et en mai. La chaleur est encore plus extrême dans le Sahara malien où se trouvent des régions figurant parmi les plus chaudes du monde pendant plusieurs mois consécutifs : la température maximale moyenne atteint déjà 46 °C à Araouane en juin et arrive même à 48 °C dans la région de Taoudenni au mois de juillet. À Tessalit, dans l'Adrar des Ifoghas, la moyenne des maxima dépasse 45 °C en juin.
Le Mali est un pays ensoleillé : la durée moyenne annuelle de l'insolation varie entre 2.700 h à l'extrême sud et plus de 3.800 h au nord du pays, dans le désert. OC

### Géologie
Quatorze régions naturelles, identifiées à partir de leurs caractéristiques géologiques et géomorphologiques, ont été recensées au Mali : l'Adrar-Timétrine, l'Aklé-Azaouad, l'Azaouak, le delta central du Niger, la Falémé, le Gondo-Mondoro, le Gourma, le Guidimagha, le Haut Bani Niger, le Hodh, le plateau de Bandiagara-Hombori, le plateau de Koutiala, le plateau Mandingue et le Tilemsi.
La géologie du Mali offre une grande variété de roches : les couches d'âge archéen et paléoprotérozoïque forment le socle d'une grande partie de l'ouest et du centre du pays ; la moitié nord est recouverte par les sédiments du bassin de Taoudeni, au centre du craton d'Afrique de l'Ouest : ce sont principalement des sédiments accumulés entre le Néoprotérozoïque et le Cambrien inférieur (reconnaissables par la triade tillites, craie à barite et chaille) d'une part, et des sédiments du Phanérozoïque d'autre part. Parmi les richesses géologique, n=il ne faut pas oublier l'or dont le Mali produit environ 50 tonnes d’or par an et se classe au troisième rang des pays africains producteurs d’or.

### Hydrographie

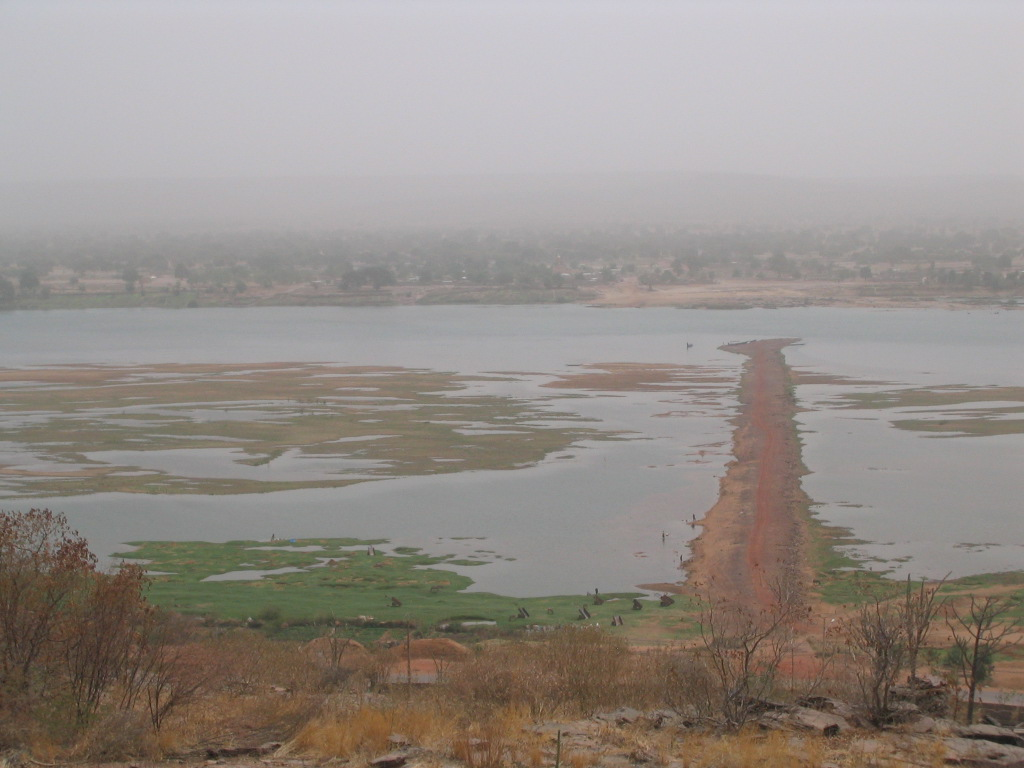
Le fleuve Niger à Koulikoro.

Deux grands fleuves traversent le Mali :
- Le Niger qui parcourt le Mali sur 4 200 km. Le Bani est un de ses affluents. Le Delta central du Niger, entre Tombouctou et Léré est une vaste zone inondée après la saison des pluies. Après la décrue, la région est parsemée de lacs, comme le lac Débo et le lac Figuibine,
- Le Sénégal. Parmi ses affluents, on peut citer le Bafing, le Baoulé et la Falémé.

D'après Aquastat, la hauteur d'eau annuelle moyenne des précipitations est de 282 mm, soit pour une superficie de 1 240 019 km2, un volume de précipitations annuelles de 349,734 kilomètres cubes que l'on peut arrondir à 350 (France métropolitaine 477,99 km3).
De ce volume précipité, l'évapotranspiration et les infiltrations consomment quelque 300 km3. Restent 50 kilomètres cubes de ressources d'eau superficielle produites sur le territoire du pays (en interne). De plus une quantité renouvelable de 10 km3 d'eau souterraine est produite chaque année, en interne également.
À ces ressources de 60 km3 produites en interne, il faut ajouter 40 kilomètres cubes d'eau produits à l'étranger et qui font partie des ressources utilisables du pays, une fois la frontière franchie. Il s'agit d'une part des débits apportés de Guinée par le cours supérieur du fleuve Niger et ses affluents ainsi que par plusieurs cours d'eau du bassin du fleuve Sénégal, et ce à raison de 33 km3 environ. D'autre part, quelque 7 km3 en provenance de la Côte d'Ivoire constituent l'apport d'autres affluents du fleuve Niger.
Compte tenu de ces apports, les ressources totales en eau du pays se montent annuellement à quelque 100 km3 (100 milliards de m3), soit pour une population estimée à 12,7 millions d'habitants en 2008, près de 8 000 m3 d'eau par habitant, ce qui - contrairement à bien des idées toutes faites - est très satisfaisant, voire élevé, en comparaison de la moyenne des pays d'Afrique voire d'Europe. À titre de comparaison, l'Allemagne ne dispose que d'un peu plus de 1 850 m3 d'eau par habitant, et la France métropolitaine de plus ou moins 3 300 m3 annuellement. Quant à l'Afrique du Sud, en 2007 sa population de 47,9 millions d'habitants n'avait droit annuellement qu'à 1 044 m3 d'eau par personne. Le problème de l'eau au Mali n'est pas sa pénurie, mais sa répartition spatiale et temporelle, donc son stockage et son adduction.
Il faut ajouter qu'une quantité importante d'eau quitte annuellement le territoire : 30 km3 vers la république du Niger (il s'agit du débit du fleuve Niger à sa sortie du Mali) et 22 vers l'ensemble Mauritanie-Sénégal (débit du fleuve Sénégal), soit un total de 52 km3.
Les cours d’eau sont menacés par l’ensablement, notamment dans le septentrion malien, la dégradation des berges et la pollution.
Des plaines d’inondations s’étendent le long du fleuve Niger. le delta intérieur du Niger, situé dans la zone de confluence du Niger et de son affluent le Bani, entre Diafarabé, Djenné et Tombouctou, couvre une surface maximale de 41 000 km2, regroupant de nombreux lacs, mares et marécages. En raison de sa richesse écologique, le delta a été classé site Ramsar.
Dix-sept grands lacs sont répartis dans le septentrion, essentiellement sur la rive gauche du Niger. Les principaux sont les lacs Faguibine, Télé, Gouber, Kamango, Daoukiré, Daouna, Fati, Horo, Kabara et Débo. Plus de 200 mares sont également recensées, dont moins d’un tiers sont pérennes, principalement dans le Gourma, dans les régions de Gao et Tombouctou.

### Désert

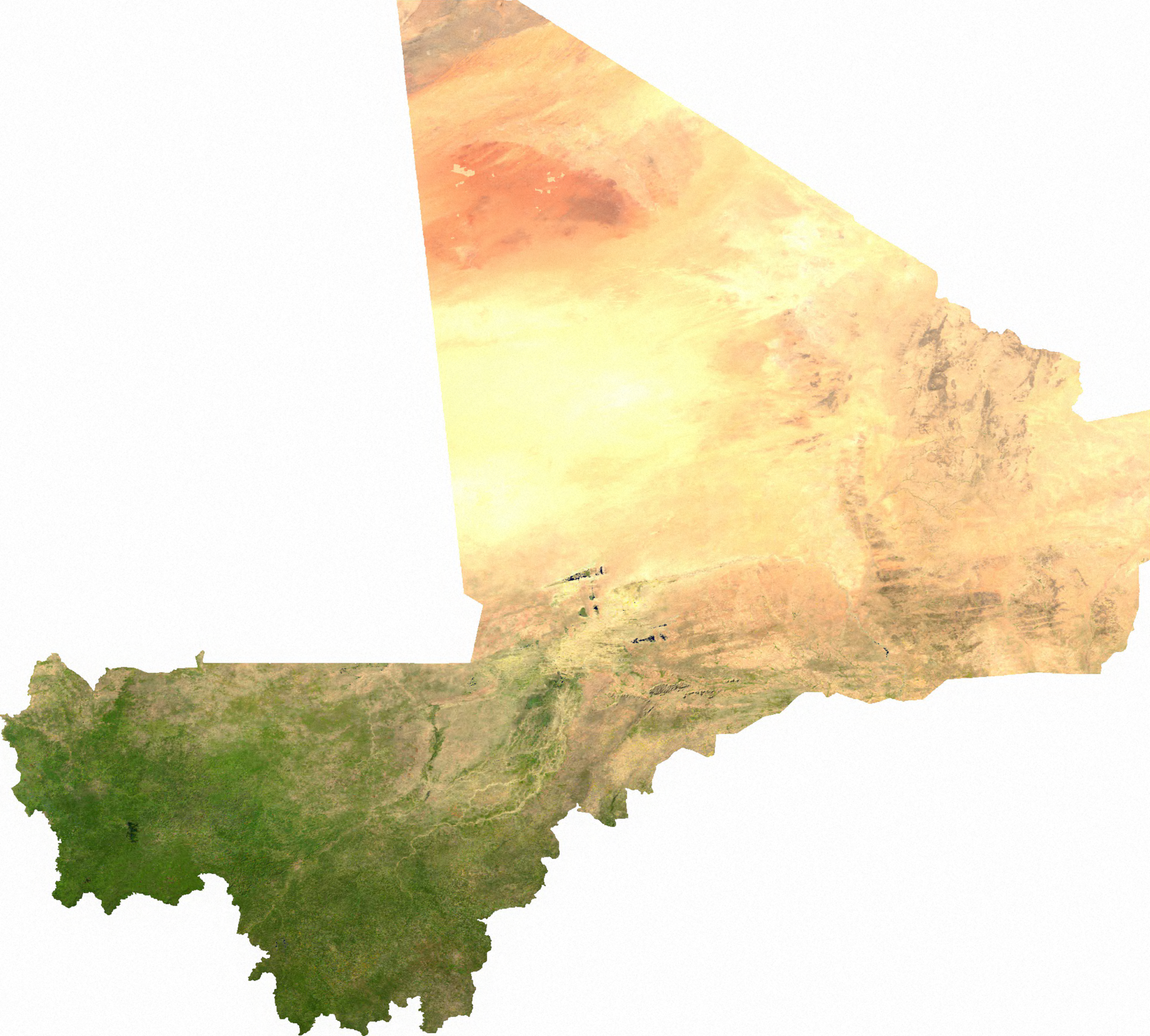
Photo satellite du Mali

Le Sahara occupe une partie importante du territoire malien.
Il y a 10 000 ans, le Sahara connaissait plusieurs réseaux hydrographiques :
- le bassin d’Arouane, relié au fleuve Niger au niveau de Tombouctou comprenant un delta intérieur de 50 000 km2 ;
- la vallée du Tilemsi, provenant de l’Adrar des Iforas et se jetant dans le Niger à Gao ;
- le bassin de l’Azaouak.

Le désert occupe environ deux tiers du territoire malien.

### Biodiversité, faune et flore
De par la variété des milieux naturels, la flore malienne est très diversifiée. Les botanistes G. Boudet et J.P. Lebrun ont recensé, en 1986, 1 739 espèces spontanées ligneuses, appartenant à 155 familles différentes. Huit espèces sont endémiques au Mali : Maerua de waillyi, Elatine fauquei, Pteleopsis habeensis, Hibiscus pseudohirtus, Acridocarpus monodii, Gilletiodendron glandulosum, Brachystelma medusanthemum et  Pandanus raynalii.
Plusieurs arbres sont typiques de la végétation malienne, parmi lesquels on peut citer le baobab, le karité, le Néré, le tamarinier, le rônier ou le balazan.
La faune malienne est caractérisés par une diversité d’espèces mais un nombre réduits d’individus .
Les mammifères sont représentés par 136 espèces, recensées en 1989 par l’UICN. Certaines sont en voie d’extinction : l’éland de Derby, la girafe, la gazella dama l'oryx gazelle, l’Addax, le mouflon à manchettes, l'hippopotame nain, le guépard, le lycaon, le lamantin (Trichechus senegalensis), le pangolin, l'orycterope du Cap, le lion, l’éléphant, le chimpanzé, le chacal, l’hyène tachetée, le guib.
Le damalisque a disparu du Mali .
L’éléphant est en danger d’extinction au Mali et ne subsiste que dans la région du Gourma, où des recensements effectués entre 2002 et 2007 ont dénombré entre 322 à 344 individus. La sécheresse qui affecte les cours d’eau et les mares, menace les derniers éléphants. En mai 2010, 21 individus sont ainsi morts assoiffés.
Plus de 640 espèces d’oiseaux ont été recensées au Mali, dont de nombreux oiseaux migrateurs qui viennent séjourner dans le delta intérieur du Niger.
Le long du fleuve Niger, 143 espèces de poissons ont été inventoriées par J. Daget en 1954.
Plusieurs facteurs expliquent la perte de biodiversité au Mali : les sécheresses récurrentes, le défrichement et la cueillette abusive des produits forestiers, le surpâturage, les feux de brousses, le braconnage et la pêche abusive, les pollutions, l’introduction d’espèces exotiques qui viennent concurrencer les espèces spontanées ; enfin la pauvreté entraîne des comportements nuisibles à l’environnement.
Le Mali a mis progressivement en place des aires de protections de la nature : une réserve de biosphère, 2 parcs nationaux, 8 réserves de faune, 1 sanctuaire, 3 sites Ramsar, 1 parc biologique et 6 zones d’intérêt cynégétique, qui couvrent 7 % du territoire. Ces réserves et parcs pourraient drainer de nouveaux flux importants de tourisme, flux aujourd'hui très limités.

## Géographie humaine

### Armature urbaine
Le Mali, pays dont la population est encore essentiellement rurale, connaît une urbanisation croissante. La population urbaine, estimée à  20.933.072 d’habitants en 2020. Elle a une densité de 16,79 d'habitants par km/2, cette population est majoritairement jeune.
Cette urbanisation, souvent anarchique, engendre plusieurs conséquences : diminution des espaces verts, occupation des berges et des bas fonds avec des problèmes d’insalubrités et des risques d’inondation, une augmentation importante du volume des déchets dont beaucoup ne sont pas traités, entraînant une prolifération des dépotoirs sauvages, une aggravation des problèmes d’assainissement. Les pollutions atmosphériques sont également en développement, notamment dans la capitale Bamako, en raison de la consommation de bois pour la cuisson et des énergies fossiles pour l’industrie et les véhicules motorisés.

### Réseaux de transport
Les transports en commun sont assurés par des compagnies de bus privées, qui complètent leur offre en autocars et autobus de taxis collectifs.

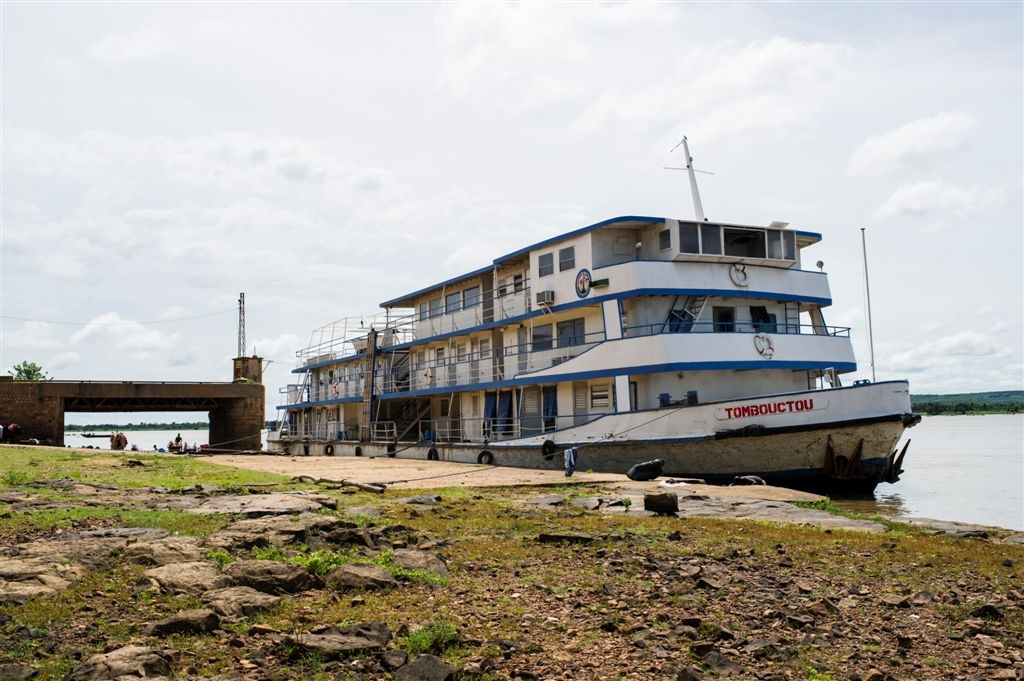
Le Tombouctou de la Sté COMANAV dans le port de Koulikoro

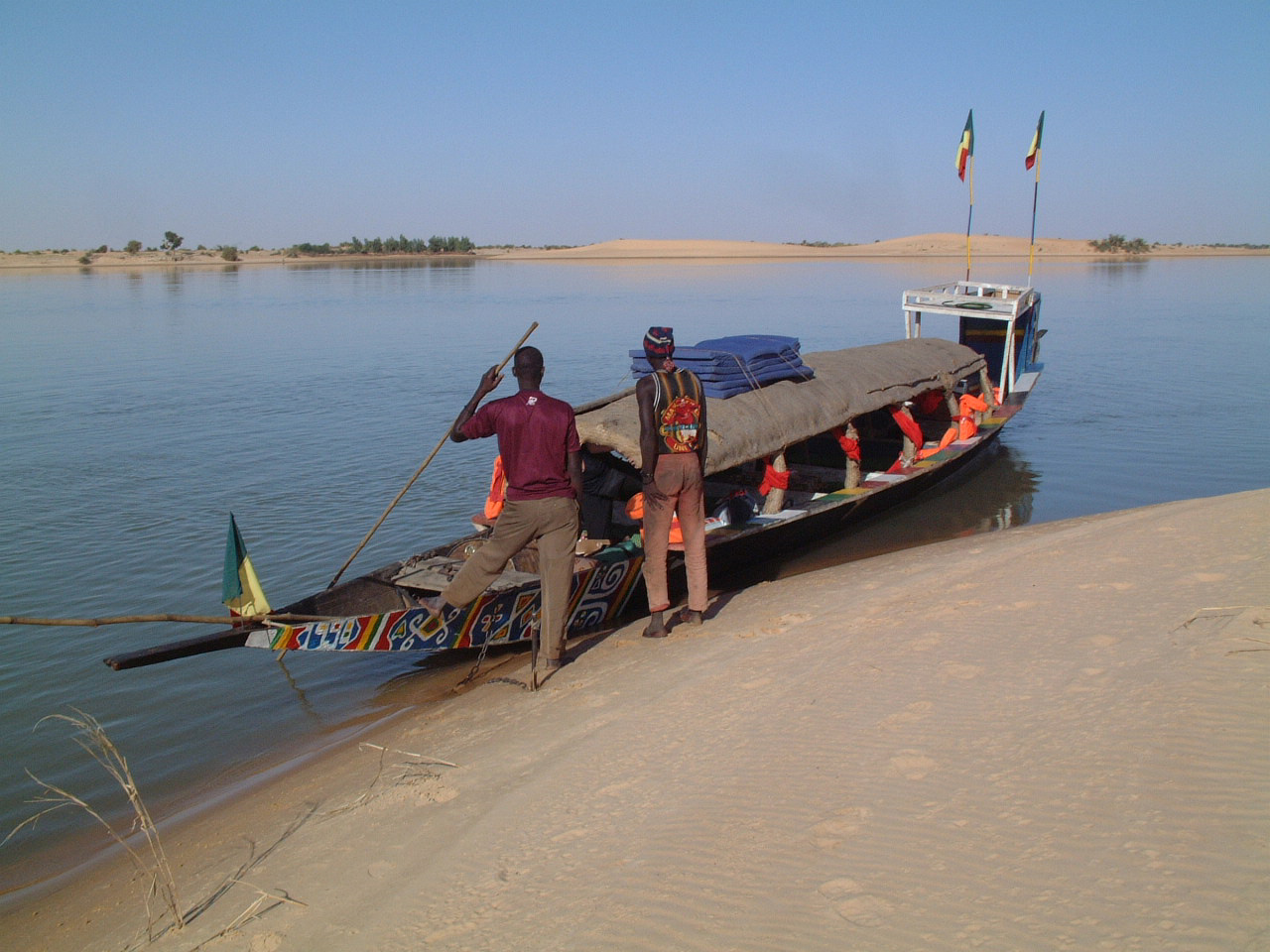
Pinasse pour le transport de passagers sur le Niger

Pour la basse vallée du Niger, c'est-à-dire en aval de Bamako, le transport fluvial prend depuis longtemps une grande importance : le trafic de fret et de passagers se fait à bord des traditionnelles pinasses, et elles sont très utilisées. Avec une vraie politique de transport fluvial, des échanges beaucoup plus forts pourraient se développer avec le Sénégal, avec des coûts limités et en infrastructures et en pollution.
Le Mali bénéficie de quelques grandes liaisons ferroviaires, pour la plupart construites ou commencées dès les débuts de la colonisation française, telles le Chemin de fer de Dakar au Niger, long de 584 km, qui relie Bamako à la frontière avec le Sénégal, et se prolonge par un tronçon sénégalais de 644 km jusqu'au port de international de Dakar. En 1888 cette ligne ralliait Bafoulabé dans l'ouest du Mali. Bamako est connectée au réseau depuis 1904 et doit l'essentiel de sa prospérité depuis à cette infrastructure.
Bien que cet axe ferroviaire puisse potentiellement devenir la principale route d'exportation du pays, son état est médiocre, car les rails comme les motrices datent encore pour la plupart de l'ère coloniale, ont plus de 50 ans et nécessitent un remplacement : les déraillements et autres accidents ne sont donc pas rares. Même au regard du contexte africain, les indicateurs sont mauvais.
Depuis 2003, l'exploitation a été concédée à la Sté canadienne Transrail ; or, non seulement l'état de l'infrastructure ne s'est pas amélioré, mais le bilan financier est désastreux. Ce triste constat a amené les deux gouvernements concernés à revoir la concession. Un projet de ligne Bamako–Guinée, élaboré au début des années 2000, a depuis été abandonné,.
Depuis 2014, une étude de marché a été réalisée en collaboration avec China Railway Construction Corporation International afin de reconstruire une infrastructure ferroviaire de gabarit international.

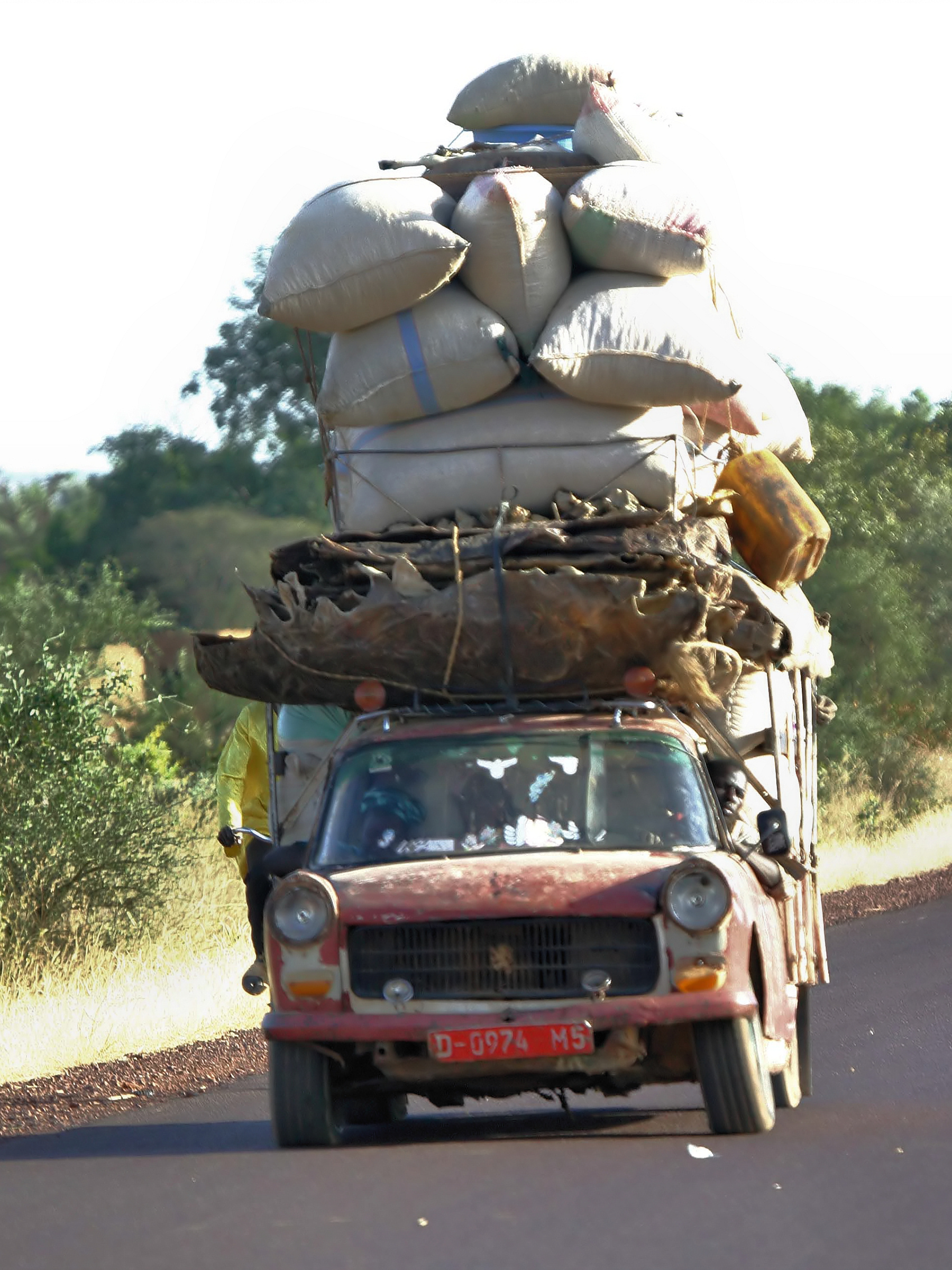
Une route au Mali

Le réseau routier du Mali représentait en 2000 un linéaire de 18 560 km, dont 4 450 km de chaussées à structure renforcée : cela représente une densité de 27,9 km de route pour 1 000 km2, ce qui reflète la faible densité de population du pays, mais aussi une répartition très inégale : plus de 17 % de la population bénéficie d'une route à moins de 2 km, mais les routes sont très rares au nord du pays.
Ces dernières années, le gouvernement a mis la priorité sur le développement du réseau national, afin de promouvoir le fret et les échanges avec les pays voisins. Ainsi les grandes villes du pays sont désormais interconnectées par la route et l'état des chaussées est généralement correct. Le trafic routier, d'une moyenne quotidienne de 550 véhicules/jour, est au demeurant encore très faible ; mais pour des raisons militaires, à peu près la moitié des routes sont de structure renforcée, ce qui représente des charges d'entretien considérables pour l’État.
Le trafic aérien ne joue qu'un rôle subalterne, dans la mesure où le prix des billets le rend inabordable pour la majorité de la population.
Le plus grand aéroport du pays, l’aéroport de Bamako, enregistrait malgré cela 200 000 passagers en 2009, les principales destinations étant Dakar et Paris. Tous les autres aéroports ou aérodromes du pays, pris ensemble (les plus importants sont ceux de Kayes, de Tombouctou et de Mopti), ne représentent guère plus de 30 000 passagers par an. La compagnie nationale Air Mali a dû suspendre son activité à plusieurs reprises (les dernières fois en 2003 et 2012). Même si les compagnies aériennes maliennes ont renouvelé leur flotte au cours des années passées, il reste de multiples problèmes de sécurité à régler,.